# Buga László
husziváni Buga László (eredeti neve: Bukovszky László) (Ebed, 1906. február 7. – Budapest, 1988. január 9.) magyar orvos, egészségügyi szakíró, „az ország orvosa”.

## Életpályája
Szülei Bukovszky Gyula és Nemesszeghy Gizella voltak. Gimnáziumi tanulmányait Komáromban kezdte meg, de Budapesten fejezte be. Az orvosi egyetemet Szegeden végezte el 1938-ban. 1938–1951 között orvos, körorvos, tisztiorvos volt vidéki városokban. 1938–1945 között Muzslán volt körorvos. 1945-től élt Magyarországon. 1945–1949 között Tokodon bányaorvosként praktizált. 1948-tól a Szabad Föld munkatársa, 1966-tól rovatvezetője volt. 1950–1951 között Körmenden járási tisztiorvos volt. 1951–1957 között az Egészségügyi Minisztériumban főelőadó, valamint Szombathelyen városi főorvos volt. 1957–1969 között higiénikus főorvos volt Budapest VII. kerületében. 1959-ig körzeti orvosként dolgozott. 1962–1965 között az Élővilág című lap rovatvezetője volt. 1966–1969 között az Egészség című folyóirat főszerkesztőjeként dolgozott. 1969-ben nyugdíjba vonult.
Pályája elején verseskönyvvel jelentkezett (Dalol az orvos, mesél a kórház, Budapest, 1941) és novelláskötete jelent meg (Riadalom, Budapest, 1944). Ezt követően orvosi tanácsait jelentette meg könyvekben. Három és fél évtizeden át adott egészségügyi tanácsot, válaszolt a Magyar Rádió hallgatóinak, a Szabad Föld olvasóinak.

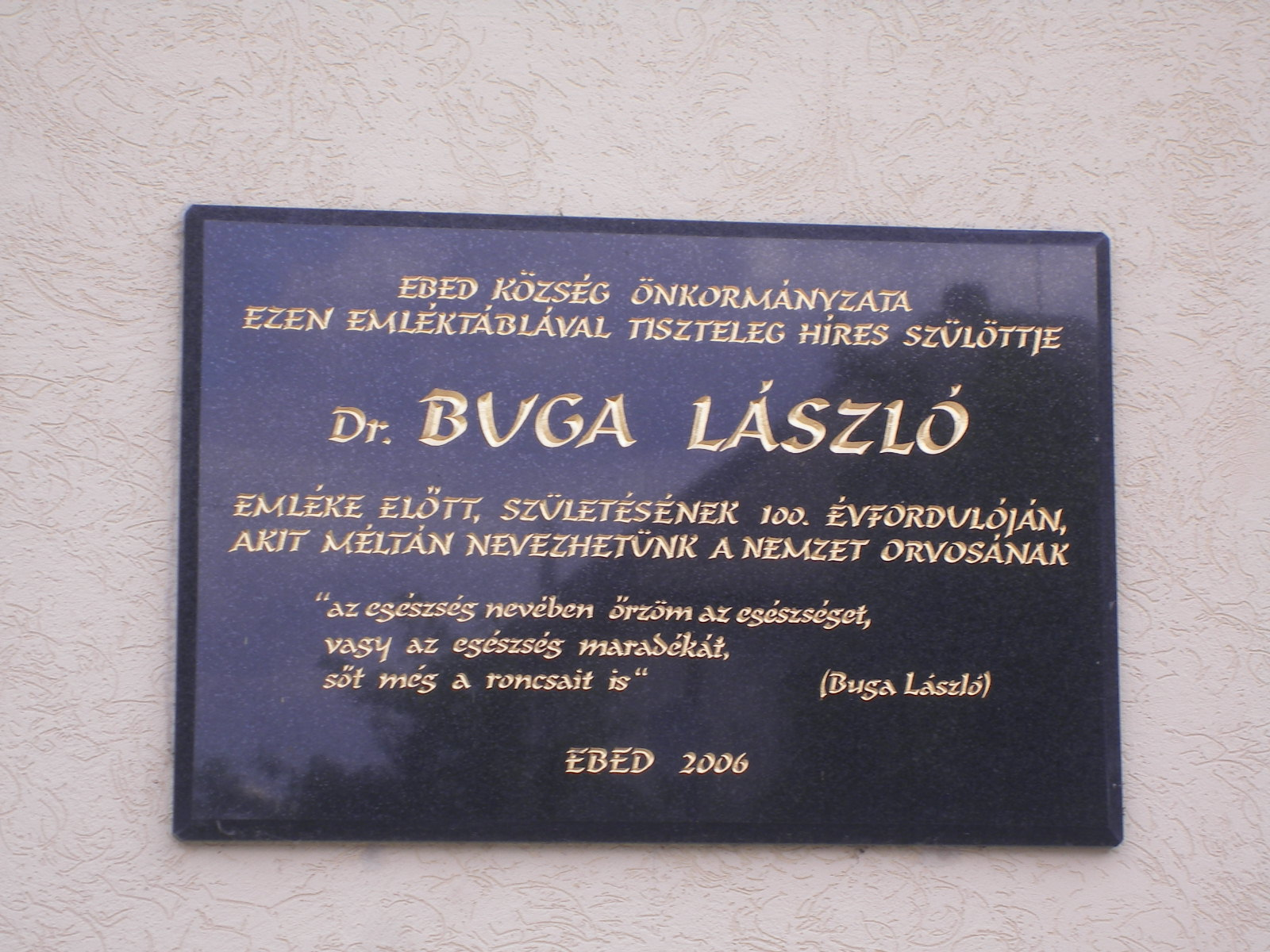
Ebed - Buga László emléktáblája a kultúrház falán

## Magánélete
1938. október 1-jén Szegeden házasságot kötött Czeglédi Ilona okleveles tanítónővel. Négy gyermekük született: László, István, Mária és Detti.
Sírja a Farkasréti temetőben található (1-203).

## Művei
- Tavaszi ünnep (verseik, Érsekújvár, 1925)
- Fekete akkordok (versek, Párkány, 1928; 1931)
- Első tíz év. A Foederatio Emericana szegedi corporatioinak története. Berecz János ajánló soraival (Szeged, 1936)
- Dalol az orvos, mesél a kórház (versek, Szeged, 1941)
- Receptírás után. Egy falusi orvos emlékei (Esztergom, 1942)
- Riadalom (novella, 1944)
- Egészségügyi tennivalók a begyűjtési munkák idején (Budapest, 1952)
- Egészségügyi tennivalók a mezőgazdasági munkák idején (Egészségügyi ismeretterjesztő füzetek (Budapest, 1952, 1956)
- Engedd megszületni gyermeked! (Budapest, 1952)
- Egészségvédelem az óvodában. Segédkönyv az óvoda dolgozói számára (Szocialista nevelés könyvtára. 77. Budapest, 1953)
- Hogyan gondoskodik államunk a dolgozó anyáról és gyermekéről? (Útmutató városi és falusi előadók számára. 109. Budapest, 1953)
- A helyes táplálkozás (Egészségügyi ismeretterjesztő füzetek. Budapest, 1955)
- Orvosi almárium. Apró írások az egészségről (Budapest, 1955)
- Gazdasszonyok könyve (Hegyháti Judittal, Budapest, 1957)
- Jó egészséget falun, tanyán (illusztrálta: Maklári Ernő, Budapest, 1957)
- Az egészségért mindenki felelős (Völgyesi Ferenccel, Budapest, 1957)
- Korszerű háziápolás (Budapest, 1960)
- A nagy segítség. Mit nyújt társadalombiztosításunk a termelőszövetkezetek és állami gazdaságok dolgozóinak? (Falusi füzetek. Budapest, 1960)
- A jó egészség könyve (Budapest, 1961)
- Hogyan védekezzünk az influenza ellen? (Budapest, 1962)
- A cukorbetegek diétája (Csongor Istvánnal, Budapest, 1963)
- Egészség az esztendőben. Buga doktor válogatott orvosi tanácsai a falu népének a Magyar Rádióban. 1952–1964. (Budapest, 1964)
- Élet, egészség, betegség (Regöly-Mérei Gyulával, Ismeretterjesztő Kiskönyvtár. Budapest, 1965)
- Házi betegápolás I-II. (Budapest, 1966)
- Gyógyító szó. Buga doktor válogatott orvosi tanácsai a Magyar Rádióban 1965-1968 (Budapest, 1969)
- Hygieia barátsága (Budapest, 1969)
- Buga doktor könyve (Budapest, 1971)
- Hetven üzenet. Válogatás a Szabad Földben 1950–1975 között megjelent orvosi tanácsokból. Minikönyv (Budapest, 1976)
- Orvosnaplóm (válogatott írások, visszaemlékezések, Söptei János bevezetőjével, Budapest, 1976, 1980)
- Egészségügyi kalauz a postás dolgozók számára (Budapest, 1978)
- Orvosnaplóm még mindig írom (válogatott írások, visszaemlékezések, Budapest, 1983)

## Díjai
- Bugát Pál-emlékérem (1977)
- SZOT-díj (1978)